# Pediopsoides dapitana
Pediopsoides dapitana är en insektsart som beskrevs av Baltasar Merino 1936. Pediopsoides dapitana ingår i släktet Pediopsoides och familjen dvärgstritar. Inga underarter finns listade i Catalogue of Life.